# Nishava Cove
Die Nishava Cove (englisch; bulgarisch залив Нишава saliw Nischawa) ist eine 1,33 km breite und 1 km lange Bucht an der Nordküste von Rugged Island im Archipel der Südlichen Shetlandinseln. Sie liegt östlich des Kap Sheffield und westlich des Chiprovtsi Point.
Britische Wissenschaftler kartierten sie 1968, spanische 1992 und bulgarische 2009. Die bulgarische Kommission für Antarktische Geographische Namen benannte sie 2006 nach dem Fluss Nischawa im Westen Bulgariens.